# Goldmünze
Goldmünzen sind in der Numismatik Münzen, die überwiegend aus Gold bestehen. Pendant sind Silbermünzen.

## Allgemeines
Goldmünzen dienen heute als Sammlermünzen oder als Anlagemünzen und sind deshalb dem Geldumlauf entzogen. Einige Goldmünzen galten oder gelten formal in vielen Staaten als gesetzliches Zahlungsmittel. Da der ihnen aufgeprägte Nominalwert weit geringer ist als ihr Metallwert, gehören sie zu den Kurantmünzen und werden nicht als Zahlungsmittel verwendet, sondern unterliegen der Hortung.
Die Beliebtheit als Wertanlage verdanken Goldmünzen auch ihrer Einstufung als Anlagegold, weshalb der Handel mit ihnen in der Europäischen Union unter bestimmten Bedingungen von der Mehrwertsteuer befreit ist.

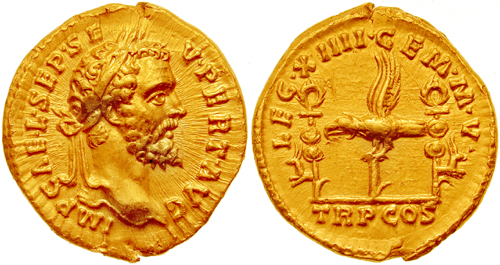
Aureus des Septimius Severus (um 200 n. Chr.)

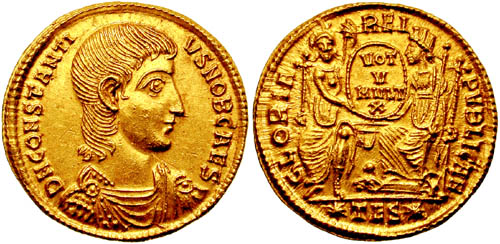
Solidus des Constantius Gallus (um 353 n. Chr.)

## Geschichte

### Entstehung
Um den direkten Tausch Ware gegen Ware zu vereinfachen, verwendete man zunehmend Gold- und Silberstücke als Währung. Man musste zunächst jedes Stück auswiegen, um den Wert zu bestimmen, was bei Goldstaub oder Granulat noch relativ schwierig war. Im 6. Jahrhundert v. Chr. ließ der lydische König Kroisos erstmals Goldmünzen von einheitlicher Größe und einheitlichem Wert in Kleinasien mit Prägestempeln versehen, die gleichzeitig – neben einer Propagandafunktion – auch noch einen gewissen Qualitätsstandard für das Edelmetall darstellten. Die ersten Silbermünzen wurden allerdings bereits zuvor um 620 v. Chr. verwendet. Die frühen Gold- und Silbermünzen, an denen noch die ursprüngliche Barrenform erkennbar war, waren die ersten Kurantmünzen. Die Entstehung der Gold- und Silberkurantmünzen lässt sich zeitlich über die physischen „Geldformen“ verfolgen, wie Goldstaub, Granulat, Gussreguluse, ungeprägter (Klein-)Barren, geprägter (also mit einer Marke versehener) Barren bis hin zur heute üblichen runden Münzform.
In den verschiedenen menschlichen Kulturen nahm dieser äußere Formenwandel des Münz-Geldes unterschiedliche Zeitepochen in Anspruch, z. B. wurde in Indochina sogar noch bis zum Anfang des 20. Jahrhunderts mit abgewogenem Gold- und Silberstaub bezahlt. Daher lassen sich viele Münznamen noch heute auf einstmalige und noch heute geltende Gewichtsmaßeinheiten zurückführen.

### Altertum

#### Persisches Reich
Das Perserreich galt als das „Goldreich“. Die jeweiligen Herrscher ließen bereits ab dem 6. Jahrhundert v. Chr. Goldstater prägen. Darius I. ließ ab 515 v. Chr. vermehrt auch andere Münzen (Dareike) prägen.

#### Griechenland
Die Hellenen übernahmen die Münzprägung kurz nach den Kleinasiaten. Jeder Stadtstaat hatte seine eigenen Münzen mit eigenem Münzfuß. Die wichtigsten Prägestätten gab es in Athen, Milet und auf Rhodos.

#### Kelten
Die Kelten besaßen viel Gold von Flüssen und Gebirgen. Sie lernten das Prägewerk vermutlich um ca. 300 v. Chr. von den Griechen und entwickelten ihr eigenes Münzwesen. Die Kelten in Böhmen prägten Goldmünzen wahrscheinlich ab dem 3. Jahrhundert v. Chr. Die westlichen Kelten (Gallier) haben ab dem 2. Jahrhundert v. Chr. Goldmünzen hergestellt. Prägestätten gab es z. B. in Parisii. Zuerst wurden noch griechische Motive verwendet. Später wurden einfache Motive geprägt, wie z. B. kleine Kreuze oder Punkte, die einen Kreis bildeten. Diese Münzen waren relativ klein und hatten oft einen leicht gebogenen Rand.

#### Altes Ägypten
Die alten Ägypter prägten ursprünglich keinerlei Münzen. Erst als die Truppen Alexander des Großens im 4. Jahrhundert v. Chr. in Ägypten einmarschierten, wurden auch Goldmünzen in Ägypten geprägt. Zuvor gab es nur eine Ausnahme: Ägypten hat für den Krieg gegen die Perser um 360 v. Chr. Söldner aus Sparta und Athen angeworben. Nach dem Krieg wollten diese mit Goldmünzen bezahlt werden und so ließ der Pharao Nektanebos III. Münzen (vermutlich von Griechen) prägen. Auf der Vorderseite steht in Hieroglyphenschrift nbw nefer oder nefer nub, was übersetzt „feines Gold“ heißt. Auf der Rückseite war ein springendes Pferd zu sehen, was auch die Griechen abgebildet hatten. Diese ägyptische Münze wog, wie die der Athener, ca. 8,5 g.

#### Römisches Reich
Um 225 v. Chr. wurden die ersten Goldmünzen im Römischen Reich geschlagen; die Römer übernahmen das Prägen von den Griechen. Gegen Ende der römischen Republik (ab der Zeit von Julius Caesar) wurden vermehrt Goldmünzen geprägt, da Preise in Rom anzogen und größere Summen verschoben werden mussten. Mit dem Übergang auf das Kaisertum seit Kaiser Augustus wurden Goldmünzen mit dem Abbild des Kaisers in Umlauf gebracht. Mit der Münzreform des Kaisers Konstantin der Große wurde der Goldstandard im römischen Reich verbindlich, alleine Goldmünzen waren im Wert stabil und weit verbreitet.

#### Indien
Das Prägen von Goldmünzen war in Indien vereinzelt bereits in der Antike bekannt. Es erlebte eine Blüte in den Münzprägungen des Gupta-Reichs (ca. 350–450). Auch im Mogul-Reich wurden wieder Goldmünzen geprägt; diejenigen von Jahangir gehören zu den schönsten und wertvollsten Goldmünzen überhaupt.

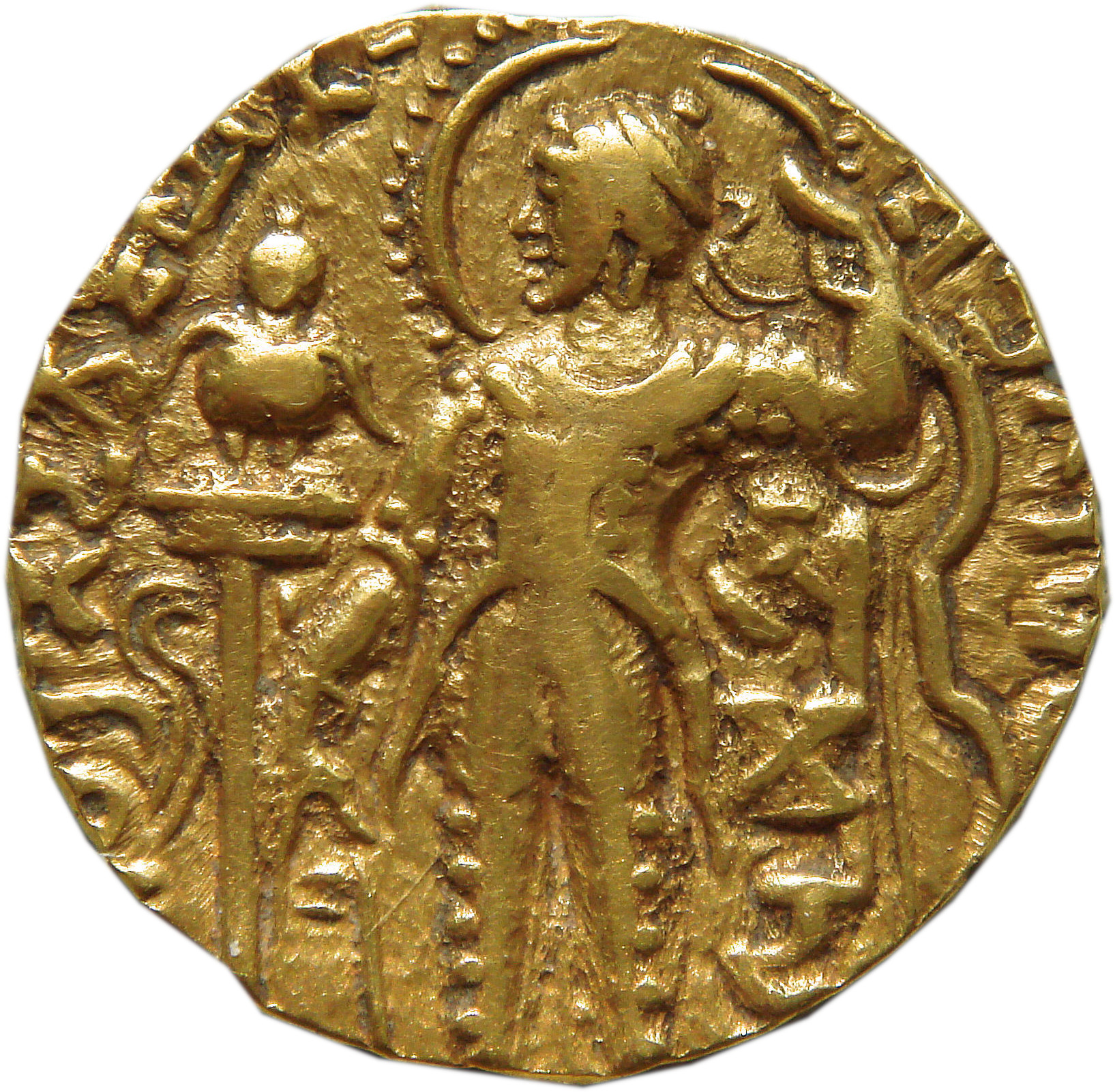
Samudragupta, Typ „Bogenschütze“
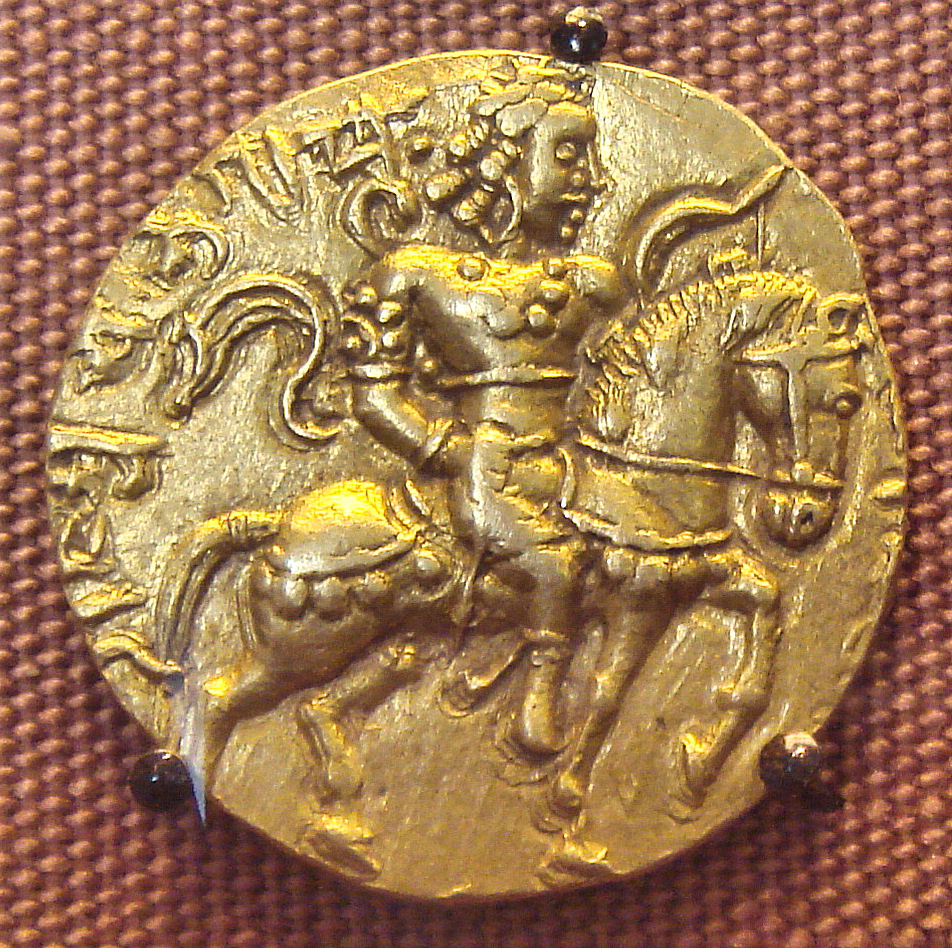
Chandragupta II., Typ „Reiter“
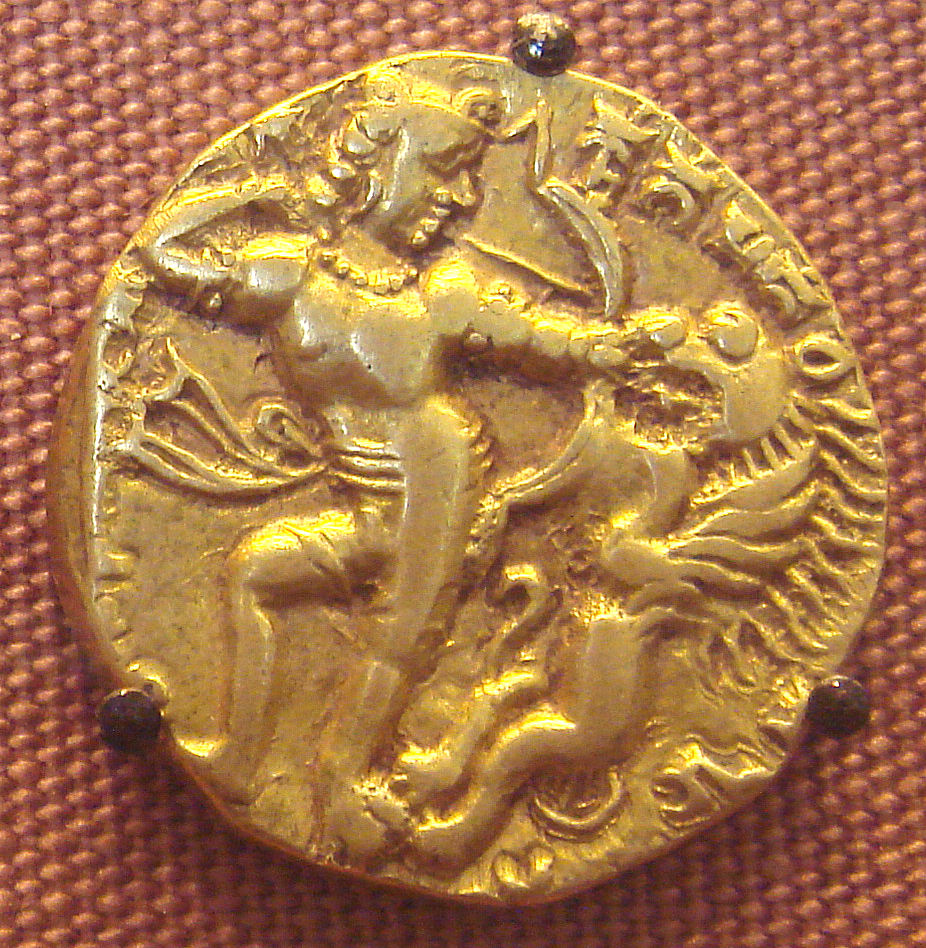
Kumaragupta I., Typ „Löwentöter“
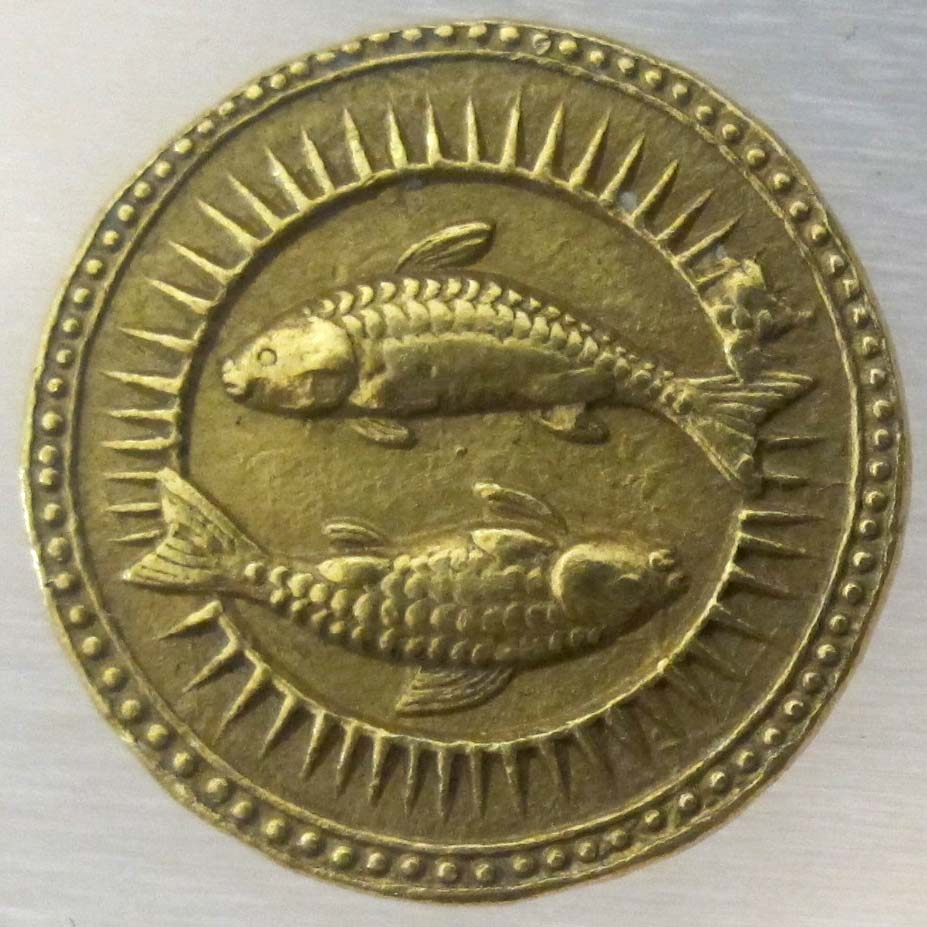
Goldmünze Jahangirs „Fische“

### Mittelalter
Mit dem Untergang Westroms wurde der Münzstandard von Byzanz weitergeführt; die nachfolgenden Reiche Westroms, etwa die Merowinger, setzten die Prägung römischer Goldmünzen im 6. Jahrhundert ohne große Veränderungen fort und folgten ohne eigene Münzpolitik Veränderungen aus Byzanz. Durch die Ausbeutung neuer Silberfunde im 7. Jahrhundert wechselte man zur Silberwährung, da Gold seltener und teurer als Silber war. Karl der Große vollzog mit der Schaffung des Pfundes den Wechsel zur Silberwährung; siehe auch Schilling. Mit den Kreuzzügen und dem immer besser ausgeprägten Fernhandel wurden Goldmünzen erneut aufgenommen, wie z. B. die Goldgulden und die Dukaten. Besonders Spanien besaß im 16./17. Jh. viele Goldmünzen, wofür sie das Gold aus Lateinamerika nutzten, was in Spanien zeitweilig sogar einen Goldwertverfall gegenüber dem Silber auslöste.

### Neuzeit

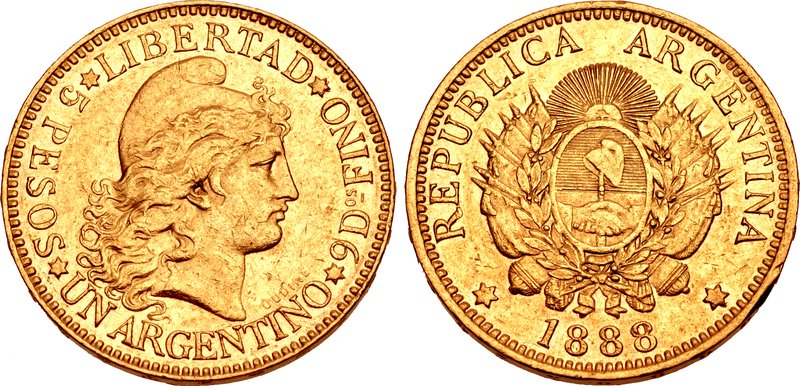
Argentino von 1888, argentinische Goldmünze (Gold; Durchmesser 22 mm; 8,06 g)

Goldmünzen erfuhren im Zuge des schrittweisen Übergangs vom Bimetallismus zum reinen Goldstandard im 19. Jahrhundert den bis heute größten Einsatz im Geldumlauf. Im Zuge des historischen Goldstandards wurden beispielsweise Goldmark, Sovereigns, Vrenelis und andere Vertreter der Lateinischen Münzunion als Kurantmünzen in den Verkehr gebracht. Banknoten konnten jederzeit gegen Goldmünzen eingetauscht werden.
Im 20. Jahrhundert endete allerdings die Ära der Goldmünzen als Zahlungsmittel: Unmittelbar nach Beginn des Ersten Weltkriegs setzten die meisten Zentralbanken die Einlöseverpflichtung für Banknoten aus, so auch die deutsche Reichsbank am 4. August 1914. Spätestens mit Kriegsbeginn waren die Goldmünzen entsprechend des Greshamschen Gesetzes in den meisten europäischen Ländern aus dem Zahlungsverkehr verschwunden.
Der Versuch, den Goldstandard nach dem Ersten Weltkrieg wieder zu etablieren, scheiterte aufgrund zu großer Ungleichgewichte in den Zahlungsbilanzen: Beispielsweise setzte Großbritannien 1925 die Vorkriegs-Goldbindung des Pfundes Sterling noch einmal in Kraft (und die letzten tatsächlich im Zahlungsverkehr verwendeten Sovereign-Münzen in Umlauf), konnte dies aber nur wenige Jahre durchhalten, denn Exportgüter wurden dadurch für das Ausland stark verteuert, so dass die Wirtschaftsleistung einbrach. Deutschland hatte aufgrund der Reparationsverpflichtungen schlicht zu wenig Gold: zwar blieben die Goldmünzen des Kaiserreichs offiziell noch bis 1938 Zahlungsmittel, faktisch aber nur auf dem Papier.
In den 1930er Jahren setzten auch die letzten Staaten, in denen Goldmünzen noch Geldfunktion hatten, diese außer Kurs: Schweden beispielsweise 1931 infolge der Großen Depression. Zur Überwindung der Krise beendete US-Präsident Roosevelt 1933 auch die Ära des Golddollar mit einem plötzlichen Verbot des Goldbesitzes. Die letzten europäischen Länder, die noch Goldmünzen im Zahlungsverkehr benutzten, waren bis 1937 die Niederlande und Österreich.

## Heutige Goldmünzen
Heute werden Goldmünzen nicht mehr im Zahlungsverkehr verwendet. Sie werden nur noch als Gedenkmünzen für Sammler oder als Bullionmünzen für Anleger geprägt. Hier ist der Nennwert regelmäßig kleiner als der Ausgabepreis.

### Deutschland
2001 wurde die erste Gedenkgoldmünze geprägt: eine Deutsche Mark aus reinem Gold zum Abschied von der DM-Währung.
Seit der Einführung des Euros wird für Sammler und Anleger jedes Jahr eine 100-Euro-Goldmünze mit dem Gewicht von einer 1/2 Unze geprägt und zu ihrem aktuellen Goldpreis nebst einem Ausgabeaufschlag für Herstellungs- und Vertriebskosten verkauft. Im Jahr 2002 wurde einmalig eine 200-Euro-Goldmünze mit dem Gewicht von 1 Unze ausgegeben.
Seit 2010 werden dazu verschiedene Serien von 20-Euro-Goldmünzen mit einem Gewicht von einer 1/8 Unze ausgegeben. Bis 2015 war das Thema „Bäume des deutschen Waldes“ und danach „Heimische Vögel“ (2016–2021). Im Jahr 2022 begann die sechsteilige Serie „Rückkehr der Wildtiere“ mit Motiven bedrohter Wildtierarten.
Zum 500-jährigen Jubiläum der Reformation wurde am 24. Mai 2017 eine 50-Euro-Goldmünze mit einem Gewicht von einer 1/4 Unze mit dem Motiv Lutherrose ausgegeben.

### Österreich
Von Österreich gibt es laufende offizielle Nachprägungen von Dukaten, Gulden und Kronenmünzen, die zu ihrem Goldwert gehandelt werden. Als bekanntere Anlagemünze wird seit 1989 die Serie der Wiener Philharmoniker aus reinem Gold produziert.
Eine Gedenkmünze in Gold (Nennwert 1000 Schilling) wurde 1976 erstmals ausgegeben. Weitere Ausgaben, zu 500 und zu 1000 Schilling, folgten relativ regelmäßig ab 1991; seit 2002 werden entsprechende 50- und 100-Euro-Münzen geprägt.

## Reinheit und Gewicht
Die Reinheit von Edelmetallmünzen wird folgendermaßen unterteilt:
- Korn – Feingewicht (Fgw)
- Feinheit – Feingehalt (Fgh)
- Schrot – Raugewicht (Rgw).

Der Feingehalt wurde früher oft in Karat angegeben (1 Karat = 1/24 fein; 24 Karat = reines Gold).
Heute werden die Zahlen häufiger in Tausendstel oder Promille umgerechnet, z. B. Feingehalt vom Krugerrand 916⅔/1000 = 916⅔ ‰ (22 Karat), Feingehalt vom Wiener Philharmoniker 999,9/1000 = 999,9 ‰ (praktisch 24 Karat).
Aufbereitungstechnisch kann maximal ein Feingehalt von 999,99 Tausendsteln »Five-Nine« erreicht werden. Vom Maple Leaf wurden einige Sonderprägungen in dieser Feinheit hergestellt.

### Verfälschung durch Abfeilen
Ein historisches Problem bei der Bindung bestimmter Goldmengen an Münzen waren Betrüger, die am Rand wiederholt eine kleine Menge Goldstaub abfeilten und sich so bereicherten. Die Münze wurde nach jeder Abfeilung leichter und dadurch entwertet.
Dieses Problem konnte durch die für die meisten modernen Goldmünzen typische Randriffelung eingedämmt werden, denn auf einem geriffelten Münzrand sind Abfeilungen leicht zu erkennen.

## Bekannte Goldmünzen
In chronologischer Reihenfolge der Einführung gibt es folgende Goldmünzen:
| Goldmünze             | Land                                                                  | Einführung         | Abschaffung          | Bemerkung |
| --------------------- | --------------------------------------------------------------------- | ------------------ | -------------------- | --- |
| Dareikos              | Persien                                                               | 515 v. Chr.        | 348 v. Chr.          | 8,4 g |
| Stater                | Altgriechische Staaten, auch nichtgriech. Abkömmlinge (z. B. Ägypten) | 390 v. Chr.        | um 320 v. Chr.       | 8,2–8,6 g |
| Aureus                | Römisches Reich                                                       | ca. 1. Jh. v. Chr. | 324                  | 8,19 g |
| Solidus               | Römisches Reich, Byzantinisches Reich                                 | 312                | 1092                 | ca. 4,55 g; von Kaiser Konstantin eingeführt                                                                    |
| Tremissis             | Römisches Reich und Nachfolgereiche Westroms, Byzantinisches Reich    | 312                | bis 9. Jh. in Byzanz | ca. 1,51 g; Drittel des Solidus, ab 5. Jh. weit häufiger als Solidus                                            |
| Dinar                 | Islam. Reich                                                          | 696                | 1543                 | 4 g, von Kalif Abd al-Malik eingeführt                                                                          |
| Augustalis            | südl. Italien                                                         | 1231               | 1250                 | nur in den genannten Jahren, einer der Edelsten im MA                                                           |
| Florin                | Republik Florenz                                                      | 1252               | 1531                 | Vorbild für den Dukaten und den Zecchino                                                                        |
| Dobla                 | Spanien                                                               | 1252               | 1516                 | 4,53 g (variiert), wichtigste spanische Goldmünze im Spätmittelalter                                            |
| Écu d’or              | Frankreich                                                            | 1266               | 1654                 | 4 g, älteste Goldmünze Frankreichs, siehe auch Écu                                                              |
| Dukaten               | Europa                                                                | 1284               | 1938                 | 3,49 g Feingehalt 986/1000 = 3,44 g, urspr. in Venedig, 1559–1857 auch in Dtld., Besonderheit: Flussgolddukaten |
| Zechine               | Republik Venedig                                                      | 1284               | 1797                 | Zecchino; Urform der Dukaten                                                                                    |
| Goldgulden            | Europa                                                                | 1325               | 1867                 | Über ganz Europa verbreitet, nach dem Vorbild des Florin                                                        |
| Noble                 | England                                                               | 1344               | 1470                 | Zweite Goldmünze Englands                                                                                       |
| Crown                 | England                                                               | 1526               | 1663                 | ca. 3 g; Vorgänger des Guineas                                                                                  |
| Pistole               | Spanien                                                               | 1556               | 1833                 | von König Philipp II. eingeführt.                                                                               |
| Dublone               | Spanien                                                               | 1556               | 1833                 | entspricht dem Wert von 2 Escudos                                                                               |
| Louisdor              | Frankreich                                                            | 1640               | 1793                 | Vorbild war Pistole, siehe auch Sonnenlouisdor.                                                                 |
| Guinee                | Großbritannien                                                        | 1663               | 1816                 | 8,35 g Feingehalt 916⅔/1000                                                                                     |
| Friedrichsdor         | Preußen                                                               | 1740               | 1850                 | Vorbild war auch Pistole, Wert entsprach 5 Taler                                                                |
| Eagle                 | USA                                                                   | 1792               | 1933                 | 10 $ = 16,718 g Feingehalt 900/1000 = 15,046 g Gold                                                             |
| Sovereign             | England                                                               | 1817               | bis heute            | 1 £ = 7,988 g Feingehalt 916⅔/1000 = 7,322 g Gold                                                               |
| Goldmark              | Deutschland                                                           | 1871               | 1915                 | 20 M = 7,965 g Feingehalt 900/1000 = 7,168 g Gold                                                               |
| Gold-Yen              | Japan                                                                 | 1870               | 1932                 | aus 90 % Feingold                                                                                               |
| Vreneli               | Schweiz                                                               | 1887               | 1949                 | 10-, 20- und 100-Franken-Münze (mehrheitlich 20 Franken, 6,452 g Feingehalt 900 = 5,806 g)                      |
| Krone                 | Österreich                                                            | 1892               | 1924                 | 10, 20 und 100 Goldkronen-Münze, (100 Kr: 33,875 g Feingehalt 900 = 30,487 g)                                   |
| Tscherwonez           | Russland/UdSSR                                                        | 1923               | 1982                 | 8,603 g, Feingehalt 900/1000 = 7,742 g (offizielle Nachprägungen 1975 bis 1982)                                 |
| Krugerrand            | Südafrika                                                             | 1967               | bis heute            | 33,93 g, Feingehalt 916,67/1000 = 31,1035 g / 1 Oz Gold                                                         |
| Maple Leaf            | Kanada                                                                | 1979               | bis heute            | 1 oz = 31,1035 g, Feingehalt 999,9/1000                                                                         |
| Gold Panda            | China                                                                 | 1982               | bis heute            | 1 oz = 31,1035 g, Feingehalt 999/1000                                                                           |
| Gold Eagle            | USA                                                                   | 1986               | bis heute            | 33,93 g, Feingehalt 916,67/1000 = 31,1035 g / 1 Oz Gold                                                         |
| (Känguru-Nugget)      | Australien                                                            | 1987               | bis heute            | 1 oz = 31,1035 g, Feingehalt 999,9/1000                                                                         |
| Britannia             | England                                                               | 1987               | bis heute            | 34,05 g, Feingehalt 916,67/1000 = 31,1035 g / 1 Oz Gold                                                         |
| Wiener Philharmoniker | Österreich                                                            | 1989               | bis heute            | 1 oz = 31,1035 g, Feingehalt 999,9/1000                                                                         |

Galerie
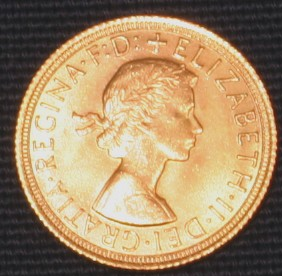
Englischer Goldsovereign von 1966 – Avers (Elisabeth II.)
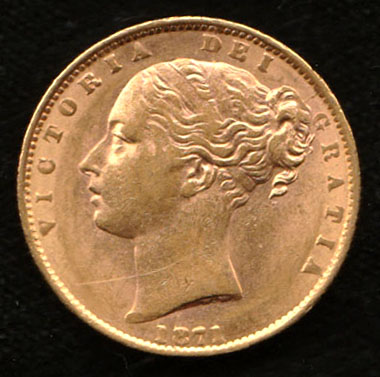
Englischer Goldsovereign, 1871 – Avers (Victoria)
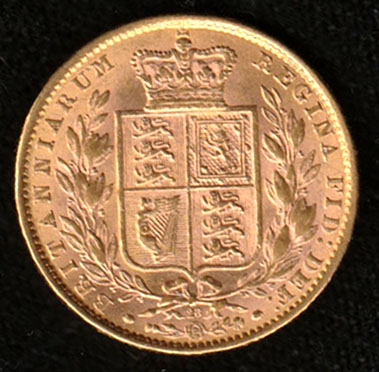
Englischer Goldsovereign, 1871 – Revers (Victoria)
Sardische Goldmünze von 1851 – Avers (Viktor Emanuel)
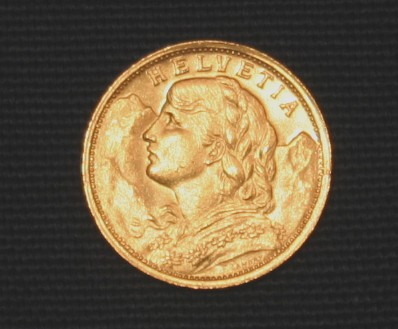
Schweizer Goldmünze, 20 Franken (Vreneli)
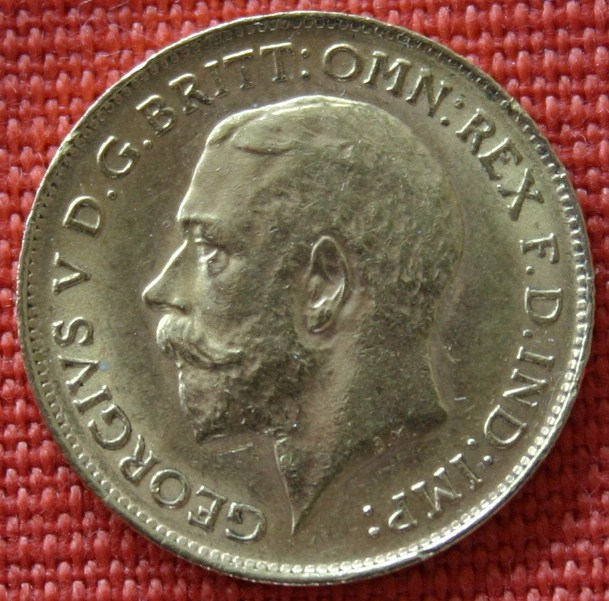
Englischer Goldsovereign, 1927 – Avers (Georg V.)
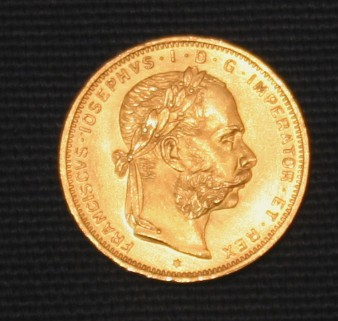
20 Kronen (Kaiser von Österreich, König von Ungarn)
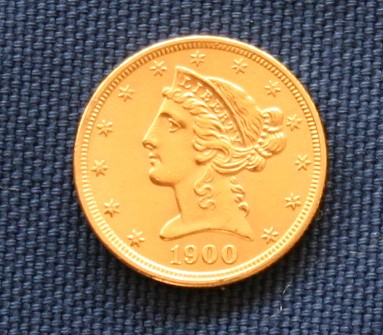
Goldmünze Amerika 1900, 5 Dollar
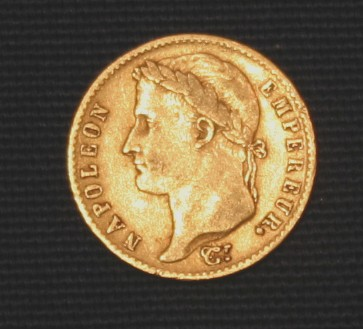
20 Franc (Napoleon)
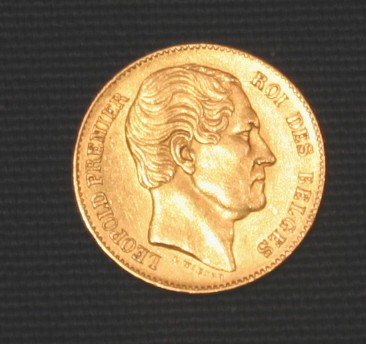
20 Franc (Leopold I., König von Belgien)
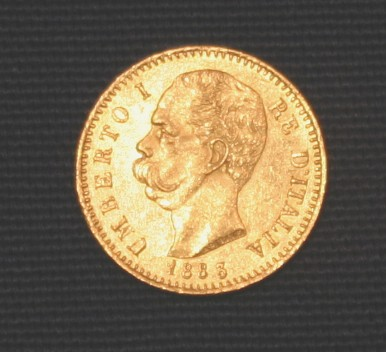
20 Lire (Umberto I., König von Italien)
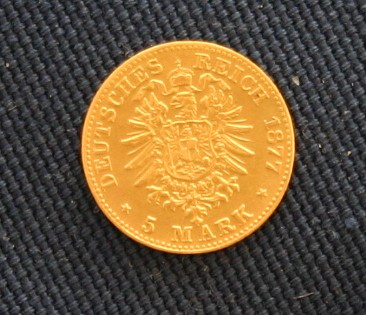
5-Mark-Goldmünze Deutsches Kaiserreich
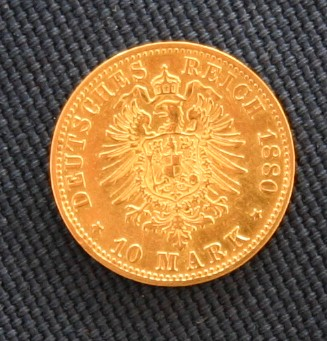
10-Mark-Goldmünze Deutsches Kaiserreich
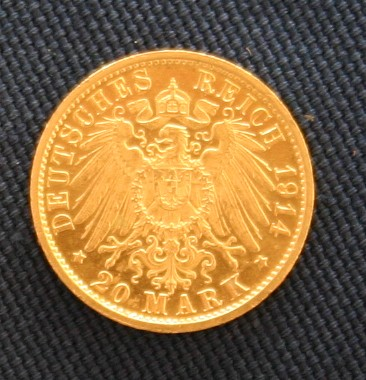
20-Mark-Goldmünze Deutsches Kaiserreich

## Steuerfragen
Wegen der tatsächlich nicht vorhandenen Einsetzbarkeit als gesetzliches Zahlungsmittel gelten deutsche Sondermünzen als Wirtschaftsgut, so dass beim Erwerb von Gold- oder Silbermünzen neben dem Agio noch Mehrwertsteuer anfällt. Ausländische Sondermünzen gelten als nicht steuerpflichtige Geldanlage.

## Rekorde
2004 erschien die bislang weltweit größte Münze in Österreich: Big Phil ist hier gesetzliches Zahlungsmittel mit dem Nennwert von 100.000 Euro, hat eine Auflage von 15 Stück und wiegt 31,103 kg (1000 Unzen). Ihr Materialwert beträgt etwa das 11fache des Nennwerts.
Übertroffen wurde sie Im Mai 2007 von der kanadische Goldmünze Big Maple Leaf der Royal Canadian Mint. Diese Münze hat einen Nennwert von einer Million Kanadischer Dollar und wiegt 100 Kilogramm.
Aktuell und seit Oktober 2011 ist der Rekordhalter eine Ausgabe des Australischen Kangaroos der Perth Mint, mit dem Nennwert von einer Million Australischer Dollar und einem Gewicht von einer Tonne (1000 kg), was einem Goldwert von 90,2 Millionen Euro entspricht.
Als teuerste US-Goldmünze gilt der Double Eagle aus dem Jahre 1849. Sie ist im Smithsonian‘s National Museum of American History in Washington, D.C., ausgestellt. Der Professional Coin Grading Service (PCGS) hat die Münze im Jahr 2011 auf einen Sammlerwert von 20 Millionen US-Dollar geschätzt.